# The Cows
The Cows - американський гурт, має походження з міста Міннеаполіс, штат Міннесота. Заснований 1987 року та припинивший існування у 1998. Музичний стиль колективу поєднує у собі унікальний мікс з панк-року та нойзу зі сворєрідним сюреалістичним гумором. Фронтмен гурту — Шенон Селберг — вокаліст, гітарист, клавішник та трамбоніст. Згодом, після розпуску The Cows, він збере The Heroine Sheiks. 

## Дискографія
- Taint Pluribus Taint Unum — Treehouse Records, 1987
- Daddy Has a Tail — Amphetamine Reptile Records, 1989
- Effete and Impudent Snobs — Amphetamine Reptile Records
- 1990 Peacetika — Amphetamine Reptile Records, 1991
- Cunning Stunts — Amphetamine Reptile Records, 1992
- Sexy Pee Story — Amphetamine Reptile Records, 1993
- Orphan's Tragedy — Amphetamine Reptile Records, 1994
- Whorn — Amphetamine Reptile Records, 1996
- Sorry in Pig Minor — Amphetamine Reptile Records, 1998

| Валторна | Це незавершена стаття про музичний колектив. Ви можете допомогти проєкту, виправивши або дописавши її. |